# VEB Robotron-Meßelektronik „Otto Schön“ Dresden
Der VEB Robotron-Meßelektronik „Otto Schön“ Dresden war ein Volkseigener Betrieb (VEB) im Kombinat Robotron, welches dem Ministerium für Elektrotechnik und Elektronik unterstellt war. Neben Computern waren Messgeräte die wichtigsten Produkte. Benannt war das Unternehmen nach dem Politiker Otto Schön.

## Unternehmensgeschichte
Die Ursprünge des Betriebs reichen bis zur Gründung der Radio H. Mende & Co. durch Otto Hermann Mende im Jahr 1923 zurück. Man produzierte hauptsächlich Radios. 1948 wurde das Unternehmen verstaatlicht, neu im Sortiment waren Messgeräte. In Kooperation mit der TH/TU Dresden entwickelte man zwischen 1950 und 1965 den D1, er war der erste vollständig selbstentwickelte Computer in der DDR. Im Jahr 1969 gab es einen größeren Umbruch in der Unternehmensgeschichte; der Name änderte sich in VEB RFT Messelektronik Dresden und der VEB Vakutronik Dresden und VEB Schwingungstechnik und Akustik Dresden wurden eingegliedert. Die Radioproduktion wurde gänzlich eingestellt. Zehn Jahre später, 1979, wurde der RFT Messelektronik Dresden in das Kombinat Robotron (Eigenschreibweise: robotron) aufgenommen und erhielt seinen endgültigen Namen. Infolge des gesellschaftlichen Umbruchs in der DDR wurde der Betrieb 1990, wie auch viele andere Volkseigene Betriebe, geschlossen.

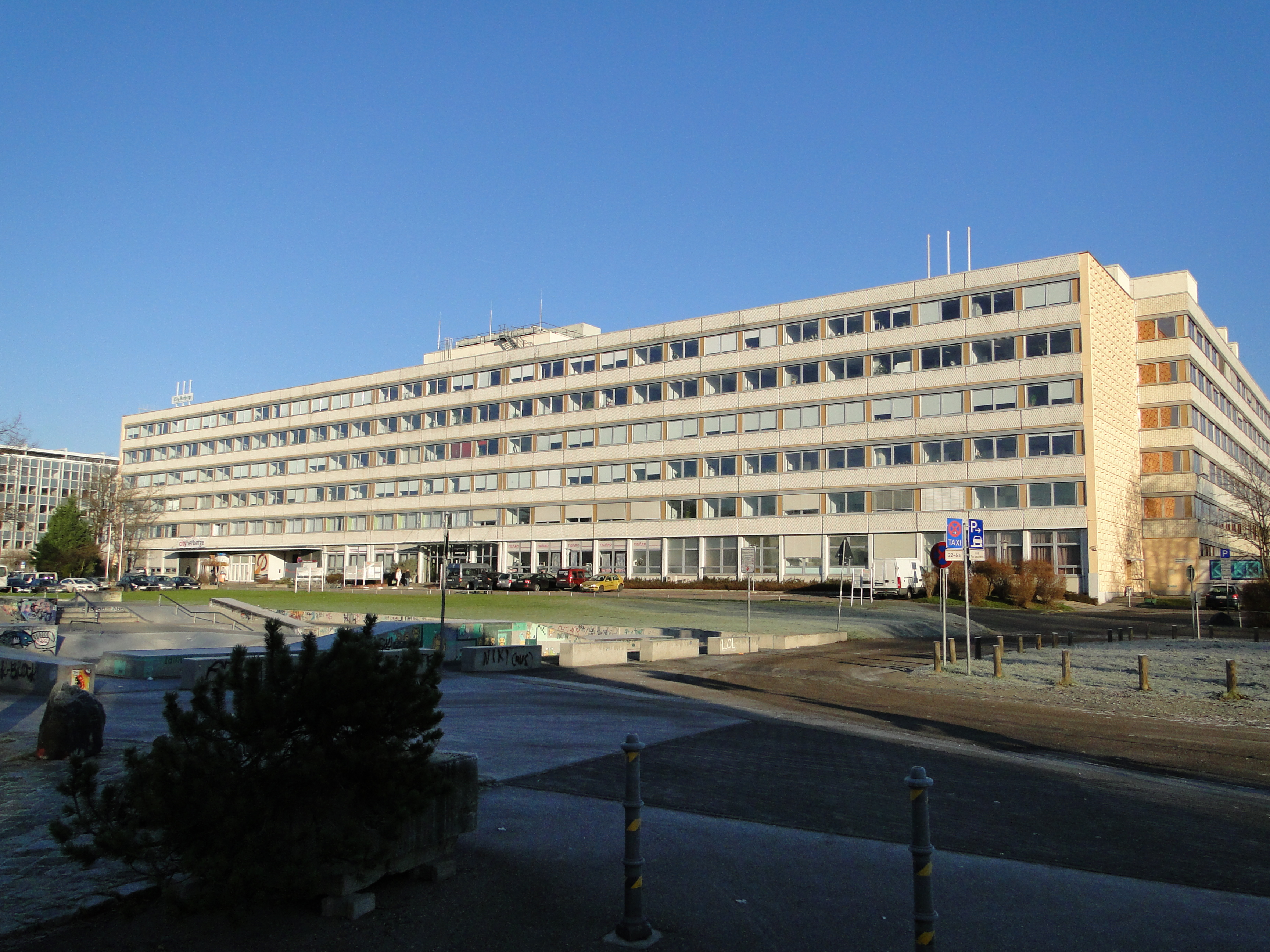
Das ehemalige Verwaltungsgebäude (2013)

Das Zweigwerk in Leipzig gründete sich als Sinus Messtechnik GmbH neu, 1991 wurden Teile des Unternehmens von Hagenuk übernommen. Der Standort Pockau gründete sich 1993 als STEP Sensortechnik und Elektronik Pockau GmbH erneut. Im Jahr 1995 wurde Hagenuk durch seba dynatronic übernommen, die neue Firmenbezeichnung lautete nun Hagenuk KMT Kabelmeßtechnik GmbH. Im Jahre 2000 wurde die Vertriebsorganisation SebaKMT gegründet.

## Standorte
Die Verwaltung bzw. der Sitz befanden sich auf dem Robotron-Gelände am Pirnaischen Platz an der Kreuzung St. Petersburger Straße/Grunaer Straße. Die Produktion fand in Dresden in Hallen an der Fetscherstraße 70 und in Pockau statt.
Republikweit gab es Zweigwerke in Leipzig, Pockau, Radebeul und Ost-Berlin.

## Produkte (Auswahl)
- Bildungscomputer robotron A 5105[1]
- D1
- RBASIC
- Z 9001, KC 85/1, KC 87 sowie das zugehörige Betriebssystem Z9001-OS[2][3]